# التعليم في إفريقيا
يمكن تقسيم تاريخ التعليم في إفريقيا إلى فترتين: ما قبل الاستعمار وما بعده. فمنذ أن أدخل المستعمرون الأوروبيون التعليم الرسمي إلى إفريقيا، اتسم التعليم الإفريقي، وخاصة في غرب ووسط إفريقيا، بالتعاليم الإفريقية التقليدية وأنظمة التعليم على النمط الأوروبي.
ولا تعكس حالة التعليم آثار الاستعمار فحسب، بل تعكس أيضًا عدم الاستقرار الناتج عن الصراعات المسلحة في العديد من مناطق إفريقيا، والذي تفاقم بسببها، فضلاً عن تداعيات الأزمات الإنسانية مثل المجاعة، ونقص مياه الشرب، وتفشي الأمراض مثل الملاريا والإيبولا، على سبيل المثال لا الحصر.
ورغم أن جودة التعليم وكمية المدارس المجهزة تجهيزًا جيدًا والمعلمين المؤهلين تأهيلاً جيدًا قد زادت بشكل مطرد منذ بداية الفترة الاستعمارية، إلا أن هناك تفاوتات واضحة في الأنظمة التعليمية القائمة على أساس المنطقة والوضع الاقتصادي والجنس.

## التاريخ

### التعليم في إفريقيا ما قبل الاستعمار
كانت إفريقيا ما قبل الاستعمار تتكون في معظمها من القبائل التي هاجرت في كثير من الأحيان تبعا للمواسم وتوافر التربة الخصبة والظروف السياسية. لذلك كانت السلطة لا مركزية في إفريقيا ما قبل الاستعمار (كان الكثير من الناس يتمتعون بنوع من السلطة لأن هذه السلطة لم تتركز في شخص معين أو مؤسسة معينة). عادة، يمنح استحقاق الشخص للأرض (والتي كانت في معظمها أبوية) للشخص شكلاً من أشكال السلطة داخل الأسرة المعيشية للشخص أو داخل قبيلة الشخص. كانت الأسر أيضًا مستقلة اقتصاديًا حتى أن أفراد الأسرة أنتجوا طعامهم ومأواهم وأمنهم. وبالتالي، لم تكن هناك حاجة إلى تعليم منظم بشكل رسمي في إفريقيا ما قبل الاستعمار، حيث تعلم أفراد كل أسرة مهاراتهم وقيمهم ومسؤولياتهم واجتماعهم الاجتماعي وقواعد قبيلتهم / مجتمعهم / الأسرة المعيشية من خلال مراقبة ومساعدة أفراد الأسرة المسنين أو أفراد المجتمع.
لذلك كان التعليم في إفريقيا ما قبل الاستعمار في شكل التعليم المهني وهو شكل من أشكال التعليم غير الرسمي، حيث يتعلم معظم الأطفال والأصغر سنا في كل أسرة من كبار السن من قبيلتهم / أسرهم / مجتمعهم. في معظم الحالات، تعلم كل فرد من أفراد الأسرة أكثر من مهارات بالإضافة إلى تعلم قيم المجتمع / القبيلة / الأسرة، والتنشئة الاجتماعية، والقواعد. من بين المهارات الشائعة التي كان على الناس في إفريقيا ما قبل الاستعمار أن يتعلموا منها؛ الرقص، الزراعة، صناعة النبيذ، الطهي (معظمهم من الإناث)، في بعض الحالات، يتعلم الأشخاص المختارون كيفية ممارسة طب الأعشاب، وكيفية نحت البراز، وكيفية نحت الأقنعة وغيرها من الأثاث.
لعبت رواية القصص أيضًا دورًا مهمًا في التعليم خلال إفريقيا ما قبل الاستعمار. استخدم الآباء والأفراد الأكبر سناً في الأسر و Griots سرد القصص الشفوية لتعليم الأطفال تاريخ وقواعد وقيم أسرهم / مجتمعهم وقواعدهم. عادةً ما يتجمع الأطفال حول رواة القصص الذين يروون القصص بعد ذلك، عادةً ما يستخدمون شخصياتهم لإخبار القصص التي تشجع على التوافق والطاعة والقيم مثل القدرة على التحمل والنزاهة والقيم الأخلاقية الأخرى التي تعد مهمة للتعاون في المجتمع.
واستخدمت المهرجانات والطقوس في معظم الحالات أيضًا كوسيلة لتعليم الأفراد الأصغر سناً في الأسرة / القبيلة / المجتمع عن تاريخ أسرهم أو مجتمعهم أو قبيلتهم. كانت الطقوس تستخدم بشكل أساسي لتعليم الشباب حول مسؤوليات وتوقعات سن الرشد، مثل تعليم الإناث كيفية الديك ورعاية الأسرة وتعليم الرجال كيفية الصيد، المزرعة، صناعة الأقنعة، إلخ. مثال على طقوس كانت تستخدم لتعليم الفتيات الصغيرات عن الأنوثة هو Dipo. تم استخدام Dipo لتعليم الفتيات الصغيرات، عادة، المراهقات حول الديوك، والأمومة، وغيرها من مهارات وقيم المرأة الضرورية قبل الزواج (الانخراط في أنشطة مرتبطة بالجنس).
يمكن العثور على أصول التعليم الإفريقي في مصر في شمال إفريقيا. واحدة من أول وسائل ملائمة للاحتفاظ بالمعلومات، ورق البردي، تم استخدامه لتطوير أنظمة للتعلم وتطوير أفكار جديدة. في الواقع، كانت واحدة من أولى أشكال التعليم العالي في إفريقيا مدرسة الكتاب المقدس التي بنيت في إثيوبيا والأزهر الذي كان في مصر. أصبحت هذه المدارس مراكز ثقافية وأكاديمية حيث سافر الكثير من الناس من جميع أنحاء العالم للمعرفة والتعليم. قبل التواصل مع الثقافات الخارجية بوقت طويل، طور الأفارقة مجموعات من الفهم والأدوات التعليمية. في الواقع، كانت أول جامعة في العالم تقع في تمبكتو.

### التعليم في افريقيا خلال الاستعمار
شكلت بداية الفترة الاستعمارية في القرن التاسع عشر بداية النهاية للتعليم الإفريقي التقليدي. كانت القوات الأوروبية والمبشرون والمستعمرون جميعًا مستعدين ومستعدين لتغيير التقاليد الحالية لتلبية احتياجاتهم وطموحاتهم. القوى الاستعمارية مثل إسبانيا والبرتغال وبلجيكا وفرنسا استعمرت القارة دون تطبيق نظام تعليمي. نظرًا لأن التركيز الأساسي للاستعمار كان في جني فوائد من الاقتصادات الاستعمارية التجارية، فقد تم إعطاء الأولوية لإنتاج المحاصيل النقدية واستخراج المواد الخام والمهام الشاقة الأخرى. لم تتوسع هذه الاقتصادات لتتطلب وظائف من مجموعة مهارات أعلى أو المزيد من العمالة، وبالتالي فإن الطلب على العمالة المكثفة التي تتطلب القليل من المهارات كان مرتفعًا في الطلب. بسبب مثل هذه الظروف، كان هناك القليل من الطلب لتعليم أو تدريب السكان المستعمرين. علاوة على ذلك، كانت القوى الاستعمارية غير راغبة في تقديم التعليم لأولئك الذين استعمرواهم ما لم يفيدهم. لم تنظر أي من القوى الاستعمارية إلى الاستثمار في التعليم الإفريقي باعتباره استخدامًا عمليًا لإيراداتها أو امتنعت عن تعليم الأفارقة لتجنب أي انتفاضات. وكان أولئك الذين يشغلون مناصب في السلطة يخشون الوصول إلى التعليم العالي على نطاق واسع. غالبًا ما وجدت القوى الاستعمارية نفسها في نقاش حول تعليم سكانها المستعمرين أم لا، وإذا كان الأمر كذلك، إلى أي مدى. على وجه التحديد، دعت لجنة التعليم البريطانية التابعة لمجلس الملكة الخاص إلى التعليم والتدريب المهني بدلاً من التركيز على المؤسسات الأكاديمية. لكن هذا التدريب المهني مهمل مهمل مثل الهندسة أو التكنولوجيا أو مواد مماثلة. وبدلاً من ذلك، كان للتدريب المهني مهيمنة عنصرية مهيمنة شددت على التدريب الإفريقي للمهارات التي تتلاءم مع قصورها الاجتماعي والعقلي المفترض. والجدير بالذكر أن البلجيكيين في عهد الملك ليوبولد منعوا الوصول إلى التعليم العالي في مستعمراتهم في حين أن القوى الاستعمارية الأخرى وضعت حواجز في البنية التحتية أو الوصول مثل تقييد لغة التدريس على لغة المستعمر، والقيود على مناهج التدريس، وضمان عدم المناهج الدراسية. تعكس أي العرق العرقي. من خلال مطالبة المجتمعات بإنشاء مدارس فيزيائية ذات مناهج صارمة، كانت القوى الأجنبية قادرة على إملاء ما تعلمه الناس، وتعديله لتتماشى مع أجندتهم. لم يقتصر هذا على فرض شكل جديد ومحتوى جديد على التعليم، ولكنه تخلّى عن المعرفة المكتسبة من التعليم غير الرسمي إلى حد كبير. مع انخفاض الوعي المجتمعي، والكفاءة في مهارات التعلم، وخاصة فهم الماضي، بدأت المجتمعات الإفريقية تتضاءل في التعليم والازدهار. لا تزال جوانب الاستعمار سائدة في البلدان الإفريقية التي ناضلت من أجل الهروب من آثار الاستعمار اليوم.
بين الخمسينيات والتسعينيات، استعادت الدول الإفريقية أخيرًا استقلالها. مع هذه الحرية المستعادة، بدأوا في إعادة بناء أشكالهم التقليدية من التعليم. ما تطور حتما، ومع ذلك، كان مزيج من النموذجين. بالتعاون مع الوكالات المانحة والطلب الغربي، دفعت تنمية التعليم الإفريقي وبناء رأس المال البشري إلى الحوار العالمي. وهي ستينيات القرن العشرين كانت تعرف باسم عقد التنمية الأول للأمم المتحدة. أعطى صناع السياسات الأولوية للتعليم الثانوي والعالي قبل تحديد معالمهم للتعليم الابتدائي الشامل في عام 1980. وهذا يشكل سابقة للتخطيط التعليمي. على الرغم من أن الأطفال والبالغين قد يتعلمون من أسرهم ومجتمعهم، فقد تطور شعور الفردانية أيضًا الذي يقود اليوم إلى الإبداع ويخلق الانفصال بين الجماعات والتقاليد الثقافية. وضعت برامج تعليمية إفريقية تشمل كلا المجموعتين؛ قد يشمل برنامج التوعية بفيروس نقص المناعة البشرية / الإيدز، على سبيل المثال، أعضاء يأتون إلى المجتمعات وتبادل معارفهم. على الرغم من أن هذا هو النهج المعرفي المباشر، إلا أنهم يحاولون أيضًا إشراك جميع أفراد المجتمع، مما يسمح بإنشاء الملكية والقبول الثقافي.

## التعليم في إفريقيا ما بعد الاستعمار
في عام 2012 اعتمدت الأمم المتحدة الأهداف الإنمائية للألفية وهي مجموعة من الأهداف الإنمائية لعام 2015، وبشكل أكثر تحديداً، «لضمان أنه بحلول عام 2015، سيكون الأطفال والفتيان على حد سواء قادرين على إكمال دورة كاملة من التعليم الابتدائي»  نفس العام، اجتمع المنتدى العالمي للتعليم في داكار ، السنغال، واعتمد إطار عمل داكار الذي أكد من جديد الالتزام بتحقيق التعليم للجميع بحلول عام 2015.
في ذلك الوقت، ووفقًا لليونسكو، كان 57٪ فقط من الأطفال الأفارقة ملتحقين بالمدارس الابتدائية، وهو أدنى معدل للالتحاق في أي منطقة تم مسحها. أظهر التقرير أيضًا عدم المساواة الملحوظة بين الجنسين: في جميع البلدان تقريبًا، فاق معدل التحاق الأولاد بالمدارس بكثير. لكن في بعض البلدان، التعليم قوي نسبيًا. في زيمبابوي، وصلت نسبة معرفة القراءة والكتابة إلى 92 ٪.
خطوات مثل إلغاء الرسوم المدرسية، والاستثمارات في تدريس البنية التحتية والموارد، والوجبات المدرسية من برنامج الغذاء العالمي ساعدت على رفع معدل الالتحاق بالملايين. ولكن على الرغم من التقدم الكبير الذي أحرزته العديد من البلدان، إلا أن العالم لم يصل إلى مستوى تحقيق هدف التعليم الابتدائي الشامل (UPE). في إفريقيا جنوب الصحراء الكبرى اعتبارا من عام 2013، تم تسجيل حوالي 79 ٪ فقط من الأطفال في سن المدرسة الابتدائية في المدرسة. 59 مليون طفل في سن التعليم الابتدائي خارج المدرسة،  واستمر التحاق الفتيات بالمدرسة. يرجع التباين بين الجنسين جزئيًا إلى إقصاء الإناث من المدرسة بسبب الحمل.
بعد انتهاء الأهداف الإنمائية للألفية في عام 2015، تبنت الأمم المتحدة مجموعة من أهداف التنمية المستدامة لعام 2030. والهدف الرابع يتعلق بالتعليم، مع الهدف المعلن المتمثل في «ضمان التعليم الجيد المنصف والشامل للجميع وتعزيز فرص التعلم مدى الحياة للجميع». انعقد المنتدى العالمي للتعليم أيضًا في إنتشون، كوريا لمناقشة تنفيذ هذا الهدف، واعتمد إعلان إنتشون للتعليم 2030. يبقى أن نرى ما تأثير التدابير المتأخرة الثانية عشرة على حالة المشاركة في التعليم في البلدان الإفريقية. .
فيما يتعلق بقضايا الجودة في التعليم والإنصاف، هناك أسباب أساسية تمنع التقدم مثل ارتفاع معدلات التسرب، وتكرار الصف، ونوعية التعليم والموارد التعليمية، ونقص المعلمين، وضعف البنية الأساسية والإمدادات، والوصول إلى التعليم في المناطق الريفية والنائية المناطق، والوصمات للمجموعات المهمشة

### اللغة
نظرًا للتنوع اللغوي العالي، وإرث الاستعمار والحاجة إلى معرفة اللغات الدولية مثل الإنجليزية والفرنسية في التوظيف والتعليم العالي، فإن معظم المدارس في إفريقيا تتخذ أماكن بلغات لا يتكلمها المعلمون والتلاميذ أصلاً، وفي بعض الحالات ببساطة لا أفهم. هناك أدلة كبيرة على أن التلاميذ الذين يدرسون بلغة ثانية يحققون نتائج أقل من أولئك الذين يدرسون بلغتهم الأم، لأن نقص الكفاءة في اللغة الثانية يضعف فهم ويشجع التعلم غير الفعال عن ظهر قلب. الرغم من أن اليونسكو أوصت منذ الخمسينيات من القرن الماضي بتعليم الأطفال معرفة القراءة والكتابة المبكرة بلغتهم الأم، والتقدم لاحقًا إلى لغات أخرى، إلا أن جميع البلدان الإفريقية لا تنفذ هذا بشكل فعال. حتى عندما يتم تدريس الدرجات الأولى في اللغة الأم، فإن التلاميذ عادةً ما يجبرون على التحول إلى لغات مثل الإنجليزية والفرنسية قبل اكتساب الكفاءة في هذه اللغات.

### عدم وجود المرافق المناسبة والمعلمين
سبب آخر لانخفاض معدلات التعليم في إفريقيا هو الافتقار إلى مرافق التعليم المناسبة وعدم تكافؤ الفرص في التعليم في مختلف البلدان. تجد العديد من المدارس في جميع أنحاء إفريقيا صعوبة في توظيف المعلمين بسبب انخفاض الأجور وعدم وجود أشخاص مناسبين. هذا صحيح بشكل خاص للمدارس في المناطق النائية. يفضل معظم الأشخاص الذين يتمكنون من تلقي التعليم الانتقال إلى المدن الكبيرة أو حتى في الخارج حيث تنتظر المزيد من الفرص والأجور المرتفعة. وبالتالي، سيكون هناك عدد كبير جدًا من أحجام الفصول الدراسية ومتوسط عالٍ لعدد الطلاب لكل معلم في المدرسة. علاوة على ذلك، عادة ما يكون المعلمون غير مؤهلين مع وجود عدد قليل من الوسائل التعليمية وتوفير الكتب المدرسية po12or. نتيجةً لذلك، فإن الأطفال الذين يرتادون المدارس في المناطق الريفية عادةً ما يحققون نتائج سيئة في اختبارات موحدة مقارنة بنظرائهم في المناطق الحضرية. يمكن ملاحظة ذلك في التقارير المقدمة من اتحاد شمال وشرق إفريقيا لمراقبة جودة التعليم (SACMEQ). أولئك الذين يجرون الاختبارات في المناطق الريفية يقلون كثيرا عن نظرائهم في المدن الصغيرة والمدن الكبيرة. هذا يدل على نقص فرص التعليم المتساوية الممنوحة للأطفال من مختلف أنحاء البلد نفسه.
نظرًا لأن المدرسين أقل تأهيلًا من غيرهم في المناطق الحضرية، فإن بيئة التعليم للتعلم تؤثر على الطلاب. في حالة واحدة، أخذ المعلمون نفس اختبار طلابهم وفشل ثلاثة أرباعهم. بالإضافة إلى ذلك، أولئك الذين لا يتلقون نفس التعليم لأولئك في المدن الكبرى يواجهون مشكلة حتى بعد التخرج في القراءة والكتابة والرياضيات. الطلاب الذين لا يحصلون على نفس التعليم المتساوي مع الطلاب في البيئات الحضرية لا يحققون نفس النتيجة في تحقيق النجاح في مهنة. نظرًا لأن التعليم يمثل مصدر قلق كبير نحو تحقيق مستقبل وظيفي وإنشاء مستقبل، يتعين على إفريقيا أن تدرك أن التعليم المتساوي يحتاج إلى تأسيس في جميع المدارس في جميع أنحاء البلدان.

### الهجرة
بعد ذلك، تؤدي الهجرة إلى فقدان الأشخاص المتعلمين تعليماً عالياً وخسارة مالية. لا يمكن استبدال خسارة الأشخاص المهرة إلا بتكلفة ضخمة أخرى تنطوي على خسارة الأموال التي تنفق في تعليم الأشخاص الذين يغادرون والأشخاص الجدد ليحلوا محلهم. على الرغم من أن ما يقرب من 5.5 ٪ من الاستثمار في الناتج المحلي الإجمالي في التعليم،  فإن الخسارة تجعل من الصعب على الحكومة تخصيص ميزانية أخرى في التعليم لأنها ستحتاج إلى إعطاء الأولوية للاحتياجات الأخرى مثل الميزانية العسكرية وخدمة الديون.

### الحضارة
النماذج والمعايير الغربية لا تزال تهيمن على التعليم الإفريقي. بسبب الاستعمار، لا تزال المؤسسات الإفريقية، ولا سيما الجامعات، تدرس استخدام المناهج التي تتمحور حول أوروبا دون أي صلة تقريبًا بالحياة في إفريقيا. ويزيد هذا من خلال استخدام الكتب المدرسية المستوردة من أوروبا وأمريكا. ينظر الكثيرون إلى هذا الافتقار إلى الاكتفاء الذاتي كأثر مستمر للاستعمار تدعمه النخبة الإفريقية الفاسدة الحديثة. يرتكز هذا الموقف على أن النخبة الحاكمة في إفريقيا استغلت شعبها أثناء الاستعمار لمصلحتها الخاصة بدلاً من الدفاع عن مصالح شعبها.

### أزمة المياه العالمية
لأزمة المياه العالمية آثار شديدة على التعليم في البلدان الريفية في إفريقيا. يمكن أن تتفاقم محدودية فرص الوصول إلى التعليم والصحة بسبب عدم كفاية شبكات المياه أو الأمراض التي قد تتبعها. الملاريا، التي يُشار إليها على أنها السبب الرئيسي للوفاة في إفريقيا، هي مرض ينقله البعوض ويمكن العثور عليه عادة في برك غير مُدارة من المياه الثابتة. تتكاثر البعوض في هذه الأحواض، وبالتالي فإن الأطفال الذين يشربون من هذه الأحواض يمكن أن يموتوا أو يصابوا بأمراض شديدة. علاوة على ذلك، يمكن لمثل هذا المرض الشديد أن يؤثر فيما بعد على القدرات المعرفية للأطفال الذين يصابون بالمرض في سن مبكرة. هذا لا ينطبق بيولوجيًا فحسب، بل أيضًا كنتيجة لتأثير المرض: فالأطفال الذين يفتقدون إلى قدر كبير من المدارس غير قادرين على تحسين تعليمهم بسبب 12 درسًا مفقودًا.

### الصراع العسكري
الإنفاق العسكري يتسبب في انخفاض الإنفاق التعليمي بشكل كبير. وفقًا لتقرير صادر عن اليونسكو في مارس 2011، يعد النزاع المسلح أكبر تهديد للتعليم في إفريقيا. في حين أن عدد المتسربين من جميع أنحاء القارة في ازدياد كبير، فإن أحد تأثيرات الحرب والصراع على التعليم هو تحويل الأموال العامة من التعليم إلى الإنفاق العسكري. نظام يعاني بالفعل من نقص التمويل يفقد المزيد من المال. تم تحديد واحد وعشرون دولة إفريقية كأعلى إنفاق الناتج المحلي الإجمالي على الجيش على الصعيد العالمي مقارنة بالكمية الموجهة نحو التعليم. العسكرية والصراع يؤدي أيضا إلى تشريد الأطفال. وغالبًا ما يجبرهم ذلك على البقاء في المخيمات أو الفرار إلى بلدانهم المجاورة حيث التعليم غير متاح، فالعالم سينفجر قادرًا عليهم.

## المبادرات المؤثرة
تشمل مبادرات تحسين التعليم في إفريقيا:

### المبادرات داخل القارة
- يعد برنامج نيباد للمدرسة الإلكترونية خطة طموحة لتوفير مرافق الإنترنت والكمبيوتر لجميع المدارس في القارة.
- SACMEQ هي مجموعة من 15 وزارة للتعليم في جنوب وشرق إفريقيا تقوم بأنشطة بحث وتدريب متكاملة لرصد وتقييم جودة التعليم الأساسي، وتولد معلومات يمكن أن يستخدمها صناع القرار لتخطيط وتحسين جودة التعليم. .
- لمدة 10 سنوات، قدم صندوق بنين التعليمي (BEF) المنح الدراسية والدعم التعليمي للطلاب من مقاطعة أتاكورا في شمال شرق بنين. تمكن أكثر من 450 طالبًا من البقاء في المدرسة بسبب برامجهم.

### المبادرات الدولية
- انها الأول هو مدينة نيويورك، نيويورك مقرها منظمة غير هادفة للربح. تسعى المنظمة إلى تمكين الفتيات في آسيا وإفريقيا وأمريكا اللاتينية من خلال تسهيل رعاية تعليمهن من خلال وسائل مبتكرة ومبتكرة.[26]
- من خلال العمل من خلال المنظمات المحلية ، يدعم الصندوق الإفريقي لتعليم الأطفال آلاف الشباب بمنح دراسية طويلة الأجل وبرنامج لبناء المدارس الابتدائية في المناطق الريفية. وقد بنيت سبع مدارس حتى الآن وتجمع الأموال من أجل المزيد.
- مشروع الخطوط الجوية البريطانية "" "الذي افتتح ، بالتعاون مع اليونيسف، مدرسة كوجي للعلوم الابتدائية في نيجيريا عام 2002.
- يوفر صندوق إلياس منحًا دراسية للأطفال في زيمبابوي للحصول على تعليم أفضل.
- قامت جماعة الأحمدية الإسلامية بالتعاون مع منظمة الإنسانية الأولى ، وهي منظمة خيرية دولية ، ببناء أكثر من 500 مدرسة في القارة الإفريقية وتدير مبادرة «تعلم مهارة» للشباب والشابات.
- مبادرة المسار السريع
- تدير مؤسسة فولكس واجن مبادرة تمويلية تسمى «المعرفة من أجل الغد - مشاريع بحث تعاونية في إفريقيا جنوب الصحراء الكبرى» منذ عام 2003. وهي تقدم منحًا للباحثين الأفارقة الشباب وتساعد على إنشاء مجتمع علمي في الجامعات الإفريقية.[27]

## الفساد في التعليم
كشف تقرير لمنظمة الشفافية الدولية لعام 2010، مع بحث جمع من 8500 من المعلمين وأولياء الأمور في غانا ومدغشقر والمغرب والنيجر والسنغال وسيراليون وأوغندا، أن التعليم يحرم الأطفال الأفارقة بأعداد كبيرة بشكل لا يصدق.
إن قلة مشاركة الوالدين ، خاصة كمراقب للأنشطة الحكومية ، تؤدي أيضًا إلى فساد هائل. تم العثور على هذا في الغالب لأن الآباء والمجتمعات يشعرون وكأنهم يفتقرون إلى أي نوع من القوة فيما يتعلق بتعليم أطفالهم. في أوغندا ، يعتقد 50٪ فقط من الآباء أن لديهم القدرة على التأثير في القرارات المتعلقة بتعليم أطفالهم. في المغرب، اعتقد 20٪ فقط من الآباء أنهم يتمتعون بأي نوع من السلطة.
عدم توفر السجلات وعدم اكتمالها في المدارس والمقاطعات يمنع توثيق الممارسات الفاسدة ومنعها. أجرت منظمة مراقبة التعليم الإفريقية دراسات استقصائية في جميع أنحاء القارة وحددت ممارسات الفساد الثلاثة الأكثر شيوعًا:
- التحصيل غير القانوني للرسوم: يركز جزء من أبحاثهم على ما يسمى برسوم التسجيل. أفاد أولياء الأمور من كل بلد شملهم الاستطلاع بأنهم يدفعون رغم أن القانون الابتدائي مجاني. وجد التقرير أن عدد الآباء الذين أجبروا على دفع هذه الرسوم المحاسبية غير القانونية تراوحت بين 9 ٪ في غانا، و 90 ٪ في المغرب. ما زال 44٪ من الآباء يبلغون عن دفع رسوم المهارة في الدراسة. كلف متوسط الرسوم 4.16 دولار ، وهي تكلفة كبيرة للعائلات في دول مثل مدغشقر والنيجر وسيراليون.[28]
- اختلاس أموال المدارس: في الدراسة ، وجدت منظمة الشفافية الدولية أن 64 ٪ من المدارس التي شملها الاستطلاع في القارة نشرت أي معلومات مالية على الإطلاق.[28]
- إساءة استخدام الطاقة: هناك مشكلة رئيسية أخرى تتمثل في الإدارة غير المختصة. ووجد التقرير أنه في العديد من المدارس كانت الموارد القليلة التي لديهم قد ضاعت أو ضاعت. بشكل عام ، كان لدى 85٪ من المدارس في جميع البلدان أنظمة محاسبية ناقصة أو لا يوجد أي منها على الإطلاق. في المغرب ، تلقى 23 في المائة فقط من كبار المعلمين تدريباً في الإدارة المالية ، رغم أنهم مسؤولون عن الميزانيات. وجد تقرير TI أن هناك اعتداء جنسي في المدارس من قبل المعلمين. وجد تقرير TI أيضًا أن العديد من المدارس تعاني من التغيب عن المعلمين وإدمان الكحول.[28] عدم توفر السجلات وعدم اكتمالها في المدارس والمقاطعات يمنع توثيق الممارسات الفاسدة ومنعها. أجرت منظمة مراقبة التعليم الإفريقية دراسات استقصائية في جميع أنحاء القارة وحددت ممارسات الفساد الثلاثة الأكثر شيوعًا:

بدون هذا التعليم الأساسي ، وجد التقرير أنه كان من شبه المستحيل الالتحاق بالمدرسة الثانوية أو الكلية. يفتقد الأطفال الأفارقة هذا الرابط الذي يتيح لهم فرصة التجارة أو تجاوز قراهم.

## مشاركة المنظمات غير الحكومية
كشف تقرير صادر عن الوكالة الأمريكية للتنمية الدولية ومكتب إفريقيا للتنمية المستدامة عن أن المنظمات غير الحكومية تشارك بشكل متزايد في المساهمة في تقديم الخدمات التعليمية وقرارات السياسة التعليمية ويتم تضمينها من قبل المانحين والمسؤولين الحكوميين في العديد من أجزاء النظام التعليمي. بالطبع ، هذا يختلف من بلد إلى آخر ومن منطقة إلى أخرى.عدم توفر السجلات وعدم اكتمالها في المدارس والمقاطعات يمنع توثيق الممارسات الفاسدة ومنعها. أجرت منظمة مراقبة التعليم الإفريقية دراسات استقصائية في جميع أنحاء القارة وحددت ممارسات الفساد الثلاثة الأكثر شيوعًا:
غالبًا ما واجهت المنظمات غير الحكومية العاملة في مجال التعليم في إفريقيا التوتر والمنافسة عند العمل. تشعر المدارس وأولياء الأمور والمسؤولون الحكوميون في الغالب بالتهديد من جانب طرف ثالث ويشعرون بأنهم «يكسرون الحزب». يواصل التقرير أنه لكي تكون المنظمات غير الحكومية فعالة ، يجب عليها أن تفهم أنها ليست لديها نفس المنظور الذي يتمتع به المسؤولون الحكوميون تجاه من هو المسؤول. إذا لم يعترفوا بحكومة البلد التي يعملون فيها ، فسوف يعرضون أهدافهم للخطر.
يتناول التقرير المزيد من التفاصيل حول علاقات المنظمات غير الحكومية مع الحكومات في مجال التعليم. يتم عرض العلاقة من نقاط منفصلة تمامًا. تعتبر الحكومات الإفريقية المنظمات غير الحكومية وعملها «شأنًا حكوميًا»، أو بمعنى آخر ، تعمل كجزء من ذلك وبالتعاون مع حكومة البلد. المنظمات غير الحكومية من ناحية أخرى ترى نفسها كيانات منفصلة للغاية في التعليم الإفريقي. إنهم يرون أنفسهم يتحملون المسؤولية الأخلاقية. وهم يعتقدون أنهم يحددون احتياجات أو مجالات التنمية في المواقف التي كانت الحكومة في نهاية المطاف غير خاضعة للمساءلة وتعبئ الموارد بشكل منفصل نحو تلك الاحتياجات أو مجالات التنمية. الحكومة والمنظمات غير الحكومية لديها معتقدات متناقضة حول قدرات كل منهما. غالبًا ما تعتقد الحكومات أن المنظمات غير الحكومية غير مؤهلة لاتخاذ قرار سياسي مهم وأن بإمكانها تقويض شرعيتها إذا نظر إليها على أنها متفوقة. في بعض الحالات ، وجدت المنظمات غير الحكومية أن الحكومة تفتقر إلى الكفاءة ، إن لم يكن خطأها ، كسبب لنقص الموارد. في أفضل الحالات ، تجد المنظمات غير الحكومية والمسؤولون الحكوميون نقاط القوة المتبادلة لبعضهم البعض في سياسة التعليم ويجدون سبل للتعاون عملياً وتحقيق كل من أهدافهم.
لكي تكون المنظمات غير الحكومية فعالة في مجال التعليم في إفريقيا ، يجب أن تؤثر في السياسة وأن تخلق تغييرات في السياسات تدعم مشاريعها. ووجدت المنظمات غير الحكومية أيضًا أنه لكي ترى هذا التغيير في السياسة التي تسعى جاهدة من أجله ، يجب عليها إنشاء وتعزيز العلاقات مع العديد من أصحاب المصلحة المختلفين. أصحاب المصلحة الأكثر أهمية هم عادة المانحون والمسؤولون الحكوميون. التحدي الأكبر للمنظمات غير الحكومية كان ربط هذه الشبكات ببعضها. كشفت تدخلات المنظمات غير الحكومية لتغيير السياسة أن برامج المنظمات غير الحكومية قد فشلت في إيجاد طريقة ناجحة لتغيير عملية السياسة مع التأكد من أن الجمهور يفهم سياسة السياسة التعليمية ويشكل جزءًا منها. سوف تثبت هذه المشكلة تأثيرها في المستقبل إذا لم يتم حلها.

## تعليم الكبار

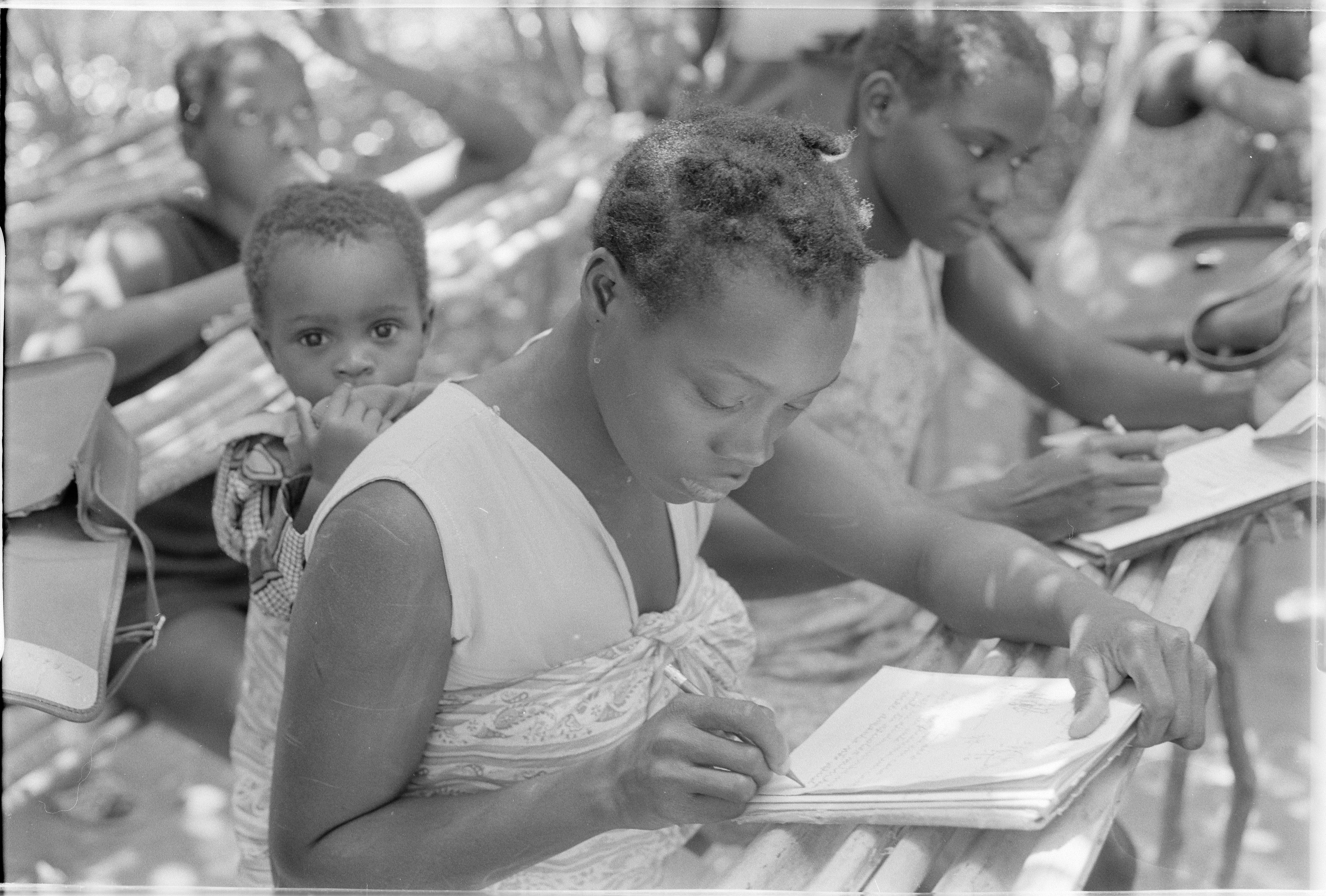
مدرسة في الهواء الطلق للبالغين ، غينيا بيساو ، 1974.

إن تعليم الكبار في إفريقيا ، بعد أن عاود العودة بعد الاستقلال والازدهار المتزايد للعديد من الدول الإفريقية ، يفرض متطلبات محددة على واضعي السياسات والمخططين لأخذ السمات والخصائص الثقافية للشعوب الأصلية بعين الاعتبار. مع رد فعل معتدل ضد المثل الغربية والتقاليد التعليمية ، فإن العديد من الجامعات ومعاهد التعليم العالي تأخذ على عاتقها تطوير نهج جديد للتعليم العالي وتعليم الكبار.عدم توفر السجلات وعدم اكتمالها في المدارس والمقاطعات يمنع توثيق الممارسات الفاسدة ومنعها. أجرت منظمة مراقبة التعليم الإفريقية دراسات استقصائية في جميع أنحاء القارة وحددت ممارسات الفساد الثلاثة الأكثر شيوعًا:
يعتبر معظم المحللين المعاصرين الأمية قضية تنموية بسبب العلاقة بين الفقر والأمية. التمويل غير كاف وغير متسق ويحتاج إلى مجالات ذات أولوية مثل تدريب المعلمين ، والرصد والتقييم. هناك حاجة واضحة للاستثمار في تنمية القدرات ، وجود موظفين مهنيين كامل الأجر ومؤهلين تأهيلا جيدا ، وزيادة الطلب على المتخصصين في تعليم الكبار. غالبية المعلمين الكبار غير مدربين ، وخاصة في مجال محو الأمية الأساسية. تستخدم الحكومات في كثير من الأحيان معلمي المدارس وغيرهم في وظائف تعليم الكبار بدلاً من المعلمين الكبار ذوي الخبرة. يمكن حل العديد من الصعوبات التي واجهت من خلال تخصيص الموارد لتلبية الاحتياجات (أموال كافية ، المزيد من الموظفين ، التدريب المناسب للموظفين والمواد المناسبة). يمثل نقص التمويل تهديدًا كبيرًا لاستدامة هذه البرامج ، وفي بعض الحالات ، لاستمرار وجودها. أفضل البيانات المبلغ عنها حول التمويل ببرامج محو أمية الكبار وبرامج التعليم غير الرسمي. يتم توفير التمويل للتعليم المستمر ، سواء أكاديمي أو مهني ، ويتم الإبلاغ عنه ، ولكن لا يتم تقديم سوى القليل من البيانات حول تمويله. قد يأتي التمويل من مصادر القطاع العام أو الخاص. المساعدات الدولية والأجنبية من المرجح أيضا أن تكون مهمة. يبدو أن تكاليف الكثير من تعليم الكبار تظل منخفضة بشكل مصطنع عن طريق استخدام المرافق الحكومية والأجور المنخفضة للغاية المدفوعة للعديد من المتخصصين في تعليم الكبار.
لم تنجح الجامعات العامة في اجتذاب الطلاب الأكبر سنًا إلى برامج الدرجات الرئيسية ، وبالتالي فإن المثل الأعلى لما بعد الفصل العنصري المتمثل في إتاحة الوصول إلى التعليم العالي العام للأعداد المتزايدة من الطلاب غير التقليديين لم يصبح بعد حقيقة واقعة. ومع ذلك ، فقد أبلغت بعض البلدان عن بعض معدلات النجاح في برامج تعليم الكبار. بين عامي 1990 و 2007، سجلت أوغندا أكثر من مليوني مشارك في برنامج محو الأمية الوظيفي للكبار. كان برنامج التعليم الأساسي للأسرة نشطًا في 18 مدرسة بحلول عام 2005، حيث وصل إلى أكثر من 3300 طفل و 1400 من الآباء. هذه وساطة ناجحة لمحو الأمية الأسرية تم تقييم تأثيرها على مستوى الأسرة والمدرسة والمجتمع.
لسوء الحظ ، لا تقدم التقارير الوطنية عادة معلومات كافية عن محتوى برامج تعليم الكبار التي تعمل في بلدانهم. في غالبية الحالات ، يكون اسم البرنامج بنفس القدر من التفاصيل. لا يبدو أن محتوى المنهج يمثل مشكلة كبيرة.

### الاعتبارات الثقافية
المجتمعات الإفريقية متماسكة جدا. الأنشطة ، وأساليب الحياة ، وخصوصيات الأفراد هي دائما تقريبا المعرفة المشتركة. ولهذا السبب ، يصعب على أي عضو أو مجموعة واحدة داخل منطقة ما اتباع نهج مختلف تمامًا تجاه أي جانب من جوانب الحياة داخل المجتمع. لهذا السبب ، يجد مخططو البرامج للمتعلمين البالغين في إفريقيا معدلات نجاح أعلى عندما يستخدمون نهجًا تشاركيًا. من خلال الحوار المفتوح والصادق حول مخاوف ودوافع ومعتقدات وطموحات المجتمع ككل ، هناك ضغط اجتماعي أقل فيما يتعلق بالسلوك المتباين الفردي.
بالإضافة إلى المعتقدات التقليدية القوية ، أدت سنوات من العبودية من خلال الاستعمار إلى الشعور بالوحدة والنضال المشترك في المجتمعات الإفريقية. لذلك ، يجب أن تعكس خطط الدروس في هذه المناطق هذه الحساسية الثقافية ؛ التعاون والتعاون مكونان أساسيان للبرامج الناجحة. قد تتضمن أساليب التدريس التي تستخدم هذه الأفكار سرد القصص والمحاكاة التجريبية وممارسة التقاليد الأصلية مع تعديلات طفيفة. يجب أن يكون كل برنامج ودرس مخصصًا لمجتمع معين لأنهم دائمًا ما يتعلمون ويعيشون ويحققون كمجموعة أو لا يتعلمون على الإطلاق.
يلعب التعليم غير الرسمي دورًا قويًا في تعلم السكان الأصليين في المجتمعات الإفريقية. هذا يشكل تحديًا كبيرًا لمخططي البرامج على النمط الغربي الذين يركزون على التعليم الرسمي ضمن إطار زمني محدد. غالبًا ما يتم التخلي عن هذه المتطلبات من أجل تحقيق النجاح في المجتمعات التي ليس لها صلة قوية بالوقت والتعليم الرسمي. يجب تخطيط البرامج التي تصبح متأصلة في الحياة اليومية للمشاركين ، والتي تعكس قيمهم وتضيف وظائف إيجابية إلى حياتهم. تشتمل البرامج الناجحة غالبًا على المزيد من ترتيبات التعلم طويلة الأجل التي تتكون من زيارات منتظمة والعرض المجاني غير المجبر للمعلومات.

### الفلسفة
تعترف الفلسفة الإفريقية لتعليم الكبار بالأفكار الغربية مثل الليبرالية والتقدمية والإنسانية والسلوكية، بينما تستكملها بالمنظورات الإفريقية الأصلية.
- الفلسفة الإثنية هي فكرة أن الغرض الرئيسي من تعليم الكبار هو تمكين الوئام الاجتماعي على جميع مستويات المجتمع ، من الأسرة المباشرة إلى المجتمع والدولة. من الأهمية بمكان ضمان الحفاظ على المعرفة التي تنتقل من جيل إلى آخر فيما يتعلق بالقيم والفهم والمعتقدات الثقافية. هذه الفلسفة تشجع التعلم النشط - التعلم عن طريق العمل ، متابعة ، ممارسة عمل كبار السن. قد يتم تدريس دروس خاصة من خلال أنشطة مثل لعب الأدوار أو العروض العملية أو المعارض أو المناقشات أو المسابقات.[38]
- الفلسفة القومية الإيديولوجية تفصل نفسها عن الفلسفة الإثنية لأنها أقل اهتمامًا بأساليب التعلم وأكثر من استخدامها. وباعتبارها فلسفة نشأت عن الحركات الثورية في الخمسينيات ، فليس من المستغرب أن يكون تركيزها الرئيسي هو القدرة على تطبيق المعرفة على المشاركة الفعالة في السياسة والمجتمع المدني. على الرغم من أنه من المهم في هذه الفلسفة الاحتفاظ بالطبيعة المجتمعية للمجتمع الإفريقي التقليدي ، إلا أن الوظيفة الوظيفية للفهم الاجتماعي والتغيير لها أهمية قصوى في تنفيذها.
- تمثل الفلسفة المهنية أقوى جسر بين النظم التعليمية الإفريقية الغربية والتقليدية. إنه يشجع على اتباع نهج هجين لبرامج البالغين ، مما يسمح لمجموعة واسعة من تقنيات التعلم ، حتى المحاضرة المعرفية البحتة ، طالما يتم حساب القيم المجتمعية في الدرس. أخيرًا ، يشير الفهم الفلسفي إلى أن الفلسفات الإفريقية الحقيقية الوحيدة هي تلك التي تطورت دون أي اتصال مع الغرب على الإطلاق. بدلاً من اتباع نهج محدد ، تشير هذه الفكرة ببساطة إلى مجموعة كبيرة من التقنيات التعليمية التي قد توجد عبر القارة من قبل مجموعة واسعة من الناس. وينص بشكل أساسي على عدم وجود طريقة صحيحة واحدة ، وأن المشاركين يجب أن يحددوا الموضوع والأنشطة دائمًا.[39][40][41][42]

## تعليم المرأة
يوجد ارتباط إيجابي بين التحاق الفتيات بالمدارس الابتدائية وبين الناتج القومي الإجمالي وزيادة متوسط العمر المتوقع.
في عام 2000، كانت 93.4 مليون امرأة في إفريقيا جنوب الصحراء أميات. توجد العديد من الأسباب التي تجعل التعليم الرسمي للإناث غير متاح للكثيرين ، بما في ذلك الأسباب الثقافية. على سبيل المثال ، يعتقد البعض أن تعليم المرأة سيعوق واجباتها كزوجة وأم. في بعض الأماكن في إفريقيا حيث تتزوج المرأة في سن 12 أو 13، يعتبر التعليم عقبة أمام تطور المرأة الشابة.
وأحيانًا يكون تعليم المرأة تالفًا بسبب العنف الجنسي. يؤثر العنف الجنسي ضد الفتيات والطالبات على العديد من أنظمة التعليم الإفريقية. في إفريقيا جنوب الصحراء الكبرى ، يعد العنف الجنسي أحد أكثر أشكال الفساد شيوعًا وأقلها شيوعًا.

### التباين في التعليم
في حين أن معظم الأهداف الإنمائية للألفية تواجه موعداً نهائياً في عام 2015، فقد تم تحديد هدف التكافؤ بين الجنسين قبل عشر سنوات كاملة - وهو اعتراف بأن المساواة في الحصول على التعليم هي الأساس لجميع الأهداف الإنمائية الأخرى. يُعرّف التفاوت بين الجنسين بأنه عدم المساواة في بعض الكمية التي تُعزى إلى سبب نوع الجنس. في البلدان التي تفتقر إلى الموارد والمرافق المدرسية ، ومعدلات الالتحاق الإجمالية منخفضة ، يجب الاختيار في كثير من الأحيان في الأسر بين إرسال فتاة أو صبي إلى المدرسة. من بين 101 مليون طفل غير ملتحقين بالمدارس ، أكثر من نصفهم من الفتيات. ومع ذلك ، زادت هذه الإحصائية عند دراسة التعليم في المدارس الثانوية. في البلدان المرتفعة الدخل ، يلتحق 95٪ من البنات بالمدارس الابتدائية والثانوية. ومع ذلك ، فإن هذا الرقم في إفريقيا جنوب الصحراء الكبرى يبلغ 60٪ فقط.
العامل الأساسي الذي يحد من تعليم الإناث هو الفقر. يلعب الفقر الاقتصادي دورًا رئيسيًا عندما يتعلق الأمر بالتعامل مع التكاليف المباشرة مثل الرسوم الدراسية وتكلفة الكتب المدرسية والزي المدرسي والنقل وغيرها من النفقات. حيثما كانت هذه التكاليف تتجاوز دخل الأسرة ، خاصة في الأسر التي لديها الكثير من الأطفال ، فإن الفتيات أول من يتم حرمانهن من التعليم. ويستند قرار التحيز الجنساني هذا في إرسال الإناث إلى المدرسة على أدوار الجنسين التي تمليها الثقافة. عادة ما يُطلب من الفتيات إكمال الأعمال المنزلية أو رعاية الأشقاء الأصغر سنًا عند وصولهن إلى المنزل. هذا يحد من وقتهم للدراسة وفي كثير من الحالات ، قد يضطر حتى إلى تفويت المدرسة لاستكمال واجباتهم. الشائع أن يتم إخراج الفتيات من المدرسة في هذه المرحلة. ومع ذلك ، يمكن إعطاء الأولاد مزيدًا من الوقت للدراسة إذا كان آباؤهم يعتقدون أن التعليم سيتيح لهم كسب المزيد في المستقبل. التوقعات والمواقف والتحيزات في المجتمعات والأسر ، والتكاليف الاقتصادية ، والتقاليد الاجتماعية ، والمعتقدات الدينية والثقافية تحد من الفرص التعليمية للفتيات.
بالإضافة إلى ذلك ، في معظم المجتمعات الإفريقية، يُنظر إلى النساء على أنهن جامعو ومديرات وأوصيات للمياه ، لا سيما داخل المجال المنزلي الذي يشمل الأعمال المنزلية والطهي والغسيل وتربية الأطفال. بسبب هذه الأدوار التقليدية في العمل بين الجنسين، تُجبر النساء على قضاء حوالي ستين في المئة من كل يوم في جمع المياه ، وهو ما يترجم إلى حوالي 200 مليون ساعة عمل جماعية من قبل النساء على مستوى العالم يوميًا  وانخفاض في مقدار الوقت متاح للتعليم ، ويتضح ذلك من علاقة انخفاض في الحصول على المياه مع انخفاض في الالتحاق بالمدارس الابتدائية والثانوية والثالث مجتمعة.
مهما كان السبب (الأسباب) الأساسي ، فإن وجود أعداد كبيرة من الفتيات خارج نظام التعليم الرسمي يجلب تحديات تنموية لكل من الأجيال الحالية والمقبلة. وفقا لليونسكو ، فإن معدلات الإناث من الأطفال في المدارس الابتدائية أعلى من معدلات الأطفال الذكور في جميع البلدان الإفريقية حيث تتوفر البيانات. إلى أن تحصل أعداد متساوية من الفتيات والفتيان على المدارس ، سيكون من المستحيل بناء المعرفة اللازمة للقضاء على الفقر والجوع ومكافحة الأمراض وضمان الاستدامة البيئية. سيظل ملايين الأطفال والنساء يموتون بلا داع ، مما يعرض بقية جدول أعمال التنمية للخطر.

### الدلالة
في إفريقيا والعالم العربي قد يكون تعزيز المساواة بين الجنسين وتمكين المرأة أهم أهداف التنمية الألفية الثمانية. الهدف المرتبط بتحقيق هذا الهدف هو القضاء على التفاوت بين الجنسين في الالتحاق بالمدارس الابتدائية والثانوية ويفضل أن يكون ذلك بحلول عام 2005، وعلى جميع المستويات بحلول عام 2015. تستحق المرأة الآثار الفعالة للمساواة بين الجنسين في التعليم والبعد الجوهري للإناث. التعليم؛ الذي يستمد في جوهره من دور التعليم في تعزيز مجموعة من قدرات المرأة. وهكذا ، من الناحية النظرية ، هناك تأثير مباشر من تعليم الإناث إلى الدخل (أو النمو). التعليم ، وخاصة بالنسبة للفتيات ، له فوائد اجتماعية واقتصادية للمجتمع ككل. لا تكسب المرأة سوى عُشر دخل العالم وتملك أقل من واحد في المائة من الممتلكات ، وبالتالي فإن الأسر التي ليس لها رأس من الذكور معرضة بشكل خاص لخطر الفقر. ستكون هذه النساء أقل عرضة لتحصين أطفالهن ومعرفة كيفية مساعدتهن على البقاء. تميل النساء المتعلمات إلى إنجاب عدد أقل من الأطفال وأكثر صحة ، ومن المرجح أن يلتحق هؤلاء الأطفال بالمدرسة. التعليم العالي للإناث يجعل الأمهات أكثر معرفة وبالتالي يمكن أن يسهم في خفض معدلات وفيات الأطفال وسوء التغذية. في إفريقيا ، تؤدي فرص التعليم وفرص العمل المحدودة للنساء إلى خفض معدل النمو السنوي للفرد بنسبة 0.8٪. لو حدث هذا النمو لكانت اقتصادات إفريقيا قد تضاعفت خلال الثلاثين سنة الماضية. التقديرات إلى أن بعض البلدان المنخفضة الدخل في إفريقيا ستحتاج إلى ما يصل إلى 23.8 مليار دولار سنويًا لتحقيق الهدف الإنمائي للألفية الذي يركز على تعزيز المساواة بين الجنسين وتمكين المرأة بحلول عام 2015. وهذا يترجم من 7 دولارات إلى 13 دولارًا للفرد في السنة من 2006 حتي 2015، وفقا لمنظمة التعاون والتنمية في الميدان الاقتصادي. التعليم هو أيضا مفتاح الاستجابة الفعالة لفيروس نقص المناعة البشرية / الإيدز. تشير الدراسات إلى أن النساء المتعلمات أكثر عرضة لمعرفة كيفية الوقاية من الإصابة بفيروس نقص المناعة البشرية ، وتأخير النشاط الجنسي واتخاذ تدابير لحماية أنفسهن. يشير التحليل الجديد الذي أجرته الحملة العالمية للتعليم إلى أنه في حالة حصول جميع الأطفال على تعليم ابتدائي كامل ، يمكن تقليل التأثير الاقتصادي لفيروس نقص المناعة البشرية / الإيدز إلى حد كبير ويمكن منع حوالي 700000 حالة إصابة بفيروس نقص المناعة البشرية بين الشباب كل عام - سبعة ملايين في عقد من الزمان. وفقًا للحملة العالمية للتعليم ، «يُظهر البحث أن التعليم الابتدائي هو الحد الأدنى المطلوب للاستفادة من برامج المعلومات الصحية. ليس فقط التعليم الأساسي ضروريًا لتتمكن من معالجة وتقييم المعلومات ، بل إنه يعطي أيضًا أكثر الفئات المهمشة في المجتمع - وخاصة الشابات - الوضع والثقة اللازمتين للتصرف بناءً على المعلومات ورفض ممارسة الجنس غير الآمن».

### السياسات الحالية للتقدم
تنص اتفاقية القضاء على جميع أشكال التمييز ضد المرأة (CEDAW)، التي اعتمدتها الجمعية العامة للأمم المتحدة في عام 1979 وانضمت إليها 180 دولة ، على حقوق المرأة ، والتحرر من التمييز والمساواة بموجب القانون. لقد أدركت اتفاقية القضاء على جميع أشكال التمييز ضد المرأة أن حقوق ومساواة المرأة هي أيضًا مفتاح بقاء الأطفال ونموهم وبناء أسر ومجتمعات ودول سليمة. وتحدد المادة 10 تسعة تغييرات يجب تغييرها من أجل مساعدة النساء الإفريقيات وغيرهن من النساء اللائي يعانين من التفاوت بين الجنسين. ينص أولاً على أنه يجب أن تكون نفس شروط المهن والتوجيه المهني وتحقيق الشهادات في المؤسسات التعليمية من جميع الفئات في المناطق الريفية وكذلك في المناطق الحضرية. يجب ضمان هذه المساواة في التعليم قبل المدرسي والعام والتقني والمهني والتقني العالي ، وكذلك في جميع أنواع التدريب المهني. ثانياً ، الوصول إلى نفس المناهج الدراسية ، ونفس الاختبارات ، وأعضاء هيئة التدريس الحاصلين على مؤهلات من نفس المباني والمعدات المدرسية ذات الجودة نفسها. ثالثًا ، القضاء على أي مفهوم نمطي لأدوار الرجال والنساء على جميع المستويات وفي جميع أشكال التعليم. ومما يشجع ذلك التعليم المختلط وأنواع التعليم الأخرى التي ستساعد على تحقيق هذا الهدف ، ولا سيما من خلال مراجعة الكتب المدرسية والبرامج المدرسية وتكييف أساليب التدريس. رابعًا ، نفس الفرص للاستفادة من المنح الدراسية وغيرها من المنح الدراسية. وبالمثل ، الخامس هو نفس فرص الوصول إلى برامج التعليم المستمر ، بما في ذلك برامج تعليم الكبار ومحو الأمية الوظيفية ، وخاصة تلك التي تهدف إلى التقليل ، في أقرب وقت ممكن ، من أي فجوة في التعليم قائمة بين الرجال والنساء. سادساً ، تخفيض معدلات ترك الطالبات الدراسة وتنظيم برامج للفتيات والنساء اللائي تركن المدرسة قبل الأوان. الاهتمام السابع المدرج هو نفس الفرص للمشاركة بنشاط في الرياضة والتربية البدنية. أخيرًا ، الوصول إلى معلومات تعليمية محددة للمساعدة في ضمان صحة ورفاهية الأسر ، بما في ذلك المعلومات والنصائح حول تنظيم الأسرة.
وتشمل الأهداف العالمية الأخرى التي تعكس هذه الالتزامات منصة داكار التابعة للمنتدى العالمي للتعليم ، والتي تؤكد على حقوق الفتيات والأقليات العرقية والأطفال في ظروف صعبة ؛ وتأكيد عالم صالح للأطفال على ضمان المساواة بين الفتيات في الحصول على التعليم الأساسي ذي النوعية الجيدة وتحقيقه لهن. في أبريل 2000، اجتمع أكثر من 1100 مشارك من 164 دولة في داكار ، السنغال ، لحضور المنتدى العالمي للتعليم. بدءًا من المعلمين إلى رؤساء الوزراء والأكاديميين إلى صانعي السياسات والهيئات غير الحكومية إلى رؤساء المنظمات الدولية الكبرى ، اعتمدوا إطار عمل داكار للعمل والتعليم للجميع: الوفاء بالتزاماتنا الجماعية. الهدف هو التعليم للجميع كما حدده المؤتمر العالمي حول التعليم للجميع  والمؤتمرات الدولية الأخرى. بين عامي 1990 و 1998، ارتفع صافي التحاق الأولاد بنسبة 9 في المائة إلى 56 في المائة ، والفتيات بنسبة 7 في المائة إلى 48 في المائة في إفريقيا جنوب الصحراء الكبرى. ومع ذلك ، تخفي هذه الأشكال اختلافات إقليمية كبيرة. وفي بلدان المحيط الهندي ، بلغ معدل التحاق الفتيات والفتيان الصافي 70 في المائة. كان التقدم الأكثر بروزًا من حيث النسبة المئوية لزيادة التحاق الأولاد في شرق إفريقيا ، حيث ارتفع صافي تسجيل الأولاد بنسبة 27 في المائة (إلى 60 في المائة) والفتيات بنسبة 18 في المائة (إلى 50 في المائة)). بالنسبة للفتيات في الجنوب الإفريقي ، كانت الأرقام المماثلة للفتيات 23 في المائة (إلى 76 في المائة) وبالنسبة للبنين ، 16 في المائة (إلى 58 في المائة). هذا هو عودة إفريقيا النابضة بالحياة ، الغنية بتنوعها الثقافي وتاريخها ولغاتها وفنونها ، وهي متحدة لإنهاء تهميشها في تقدم العالم وتطوره. إفريقيا مزدهرة ، حيث المعرفة والمهارات من شعبها هي المورد الأول والأهم.
أعلن منتدى النساء الإفريقيات العاملات في مجال التعليم (FAWE) عن دعوة للجولة الثانية من المقترحات البحثية المقدمة من المؤسسات البحثية لمبادرة تعزيز البحوث الجنسانية لتحسين تعليم الفتيات والنساء في إفريقيا. تشجع المبادرة ، التي تدعمها الوكالة النرويجية للتعاون الإنمائي (NORAD)، تعليم الفتيات والنساء من خلال دمج النوع الاجتماعي في سياسة وممارسة التعليم في إفريقيا جنوب الصحراء. تعتقد FAWE أنه من الضروري الاستثمار في البحوث في إفريقيا كطريقة لإنتاج المعلومات الحالية للدعوة في السياسة التعليمية. تهدف هذه المبادرة البحثية التي تمتد لثلاث سنوات إلى العمل بشكل تعاوني مع المؤسسات البحثية الراسخة لإنتاج البحوث ذات الصلة والقوية. يمكن استخدام ذلك لإشراك الحكومة وصانعي السياسات والهيئات الإقليمية الأخرى بشكل بناء في استراتيجيات للنهوض بتعليم الفتيات في إفريقيا. سيتم استخدام نتائج البحث لتنوير أعمال الدعوة التي تقوم بها FAWE والمساعدة في معالجة أوجه عدم المساواة بين الجنسين التي تعيق تحقيق المرأة لحقها في التعليم والمشاركة الفعالة في النهوض الاجتماعي والاقتصادي لإفريقيا.

## تقدم كبير في الحصول على التعليم
سعت الدراسة المشتركة التي أجراها البنك الدولي والوكالة الفرنسية للتنمية  أجراها آلان مينغات وبلاندين ليدوكس وراماهاترا راكوتومالالا إلى توقع الضغوط التي ستُثار على التدريس بعد المرحلة الابتدائية. وتوضح الدراسة ذلك على النحو التالي: «في السنة المرجعية (2005)، كان لدى عينة من 33 دولة في إفريقيا جنوب الصحراء الكبرى 14.9 مليون تلميذ مسجلين في السنة الأولى من المرحلة الثانوية. إذا وصل معدل إتمام المرحلة الابتدائية إلى 95٪ بحلول عام 2020 مع الحفاظ على مستويات الانتقال من المرحلة الابتدائية إلى السنة الأولى من التعليم الثانوي عند مستواها الحالي في كل دولة ، فإن السنة الأولى من المرحلة الثانوية سيكون لها 37.2 مليون تلميذ في عام 2020، أو 2.5 أضعاف العدد الحالي. إذا كان بإمكان جميع التلاميذ الذين أنهوا المرحلة الابتدائية مواصلة تعليمهم ، فإن عدد التلاميذ في السنة الأولى من المدرسة الثانوية سيصل إلى 62.9 مليون بحلول عام 2020، أي ضرب 4.2 في الفترة.»  خلف المعدلات الإقليمية ، لا تزال هناك تباينات هائلة بين البلدان ، وحتى بين المناطق والمناطق المختلفة داخل البلدان ، مما يعني أنه من غير الممكن «[...] تحديد الظروف التي تنطبق بشكل موحد على التعليم في مختلف بلدان إفريقيا جنوب الصحراء الكبرى.»  حين أن النمو السكاني في بعض البلدان أقل ، يتمتع البعض الآخر بمستوى مرض أكثر من الالتحاق بالمدارس. هناك عدد قليل فقط من البلدان التي تتخلف عن التعليم بشكل خطير في نفس الوقت الذي تضطر فيه إلى معالجة النمو المطرد في سن الدراسة: النيجر وإريتريا وبوروندي وغينيا بيساو وأوغندا وبدرجة أقل بوركينا فاسو وتشاد ومالي وموزمبيق ورواندا والسنغال وملاوي تتأثر بشكل خاص بهذا القيد المزدوج. يسلط تقرير التعليم للجميع لعام 2012 الضوء على التباينات الكبيرة بين البلدان الإفريقية الواقعة جنوب الصحراء الكبرى: تبلغ نسبة الأطفال المستبعدين من المدارس الابتدائية 7٪ فقط في الغابون و 14٪ في الكونغو مقارنة بأكثر من 55٪ في بوركينا فاسو والنيجر. والفجوة من حيث نسبة المستبعدين من السنة الأولى من المدرسة الإعدادية أوسع ، حيث بلغت 6٪ في الجابون مقابل 68٪ في بوركينا فاسو و 73٪ في النيجر.
توجد غالبية السكان غير الملتحقين بالمدارس في البلدان التي يوجد فيها صراع أو حكم ضعيف للغاية. في منتدى داكار ، حددت 181 دولة موقعة على إطار عمل داكار الصراع المسلح بالإضافة إلى عدم الاستقرار الداخلي داخل بلد ما باعتباره «عائقًا رئيسيًا أمام تحقيق التعليم للجميع» (التعليم للجميع) - التعليم هو أحد القطاعات الأكثر معاناة من آثار الصراع المسلح وعدم الاستقرار السياسي. في تقرير الرصد العالمي لتوفير التعليم للجميع لعام 2011، أشارت اليونسكو إلى أن البلدان التي تأثرت بالصراع أظهرت أن معدل الالتحاق بالمدارس الثانوية أقل بنسبة 30٪ تقريبًا من البلدان ذات العائدات المماثلة التي كانت في حالة سلام. تؤثر النزاعات أيضًا على معدل معرفة القراءة والكتابة لدى السكان. على المستوى العالمي ، كان معدل الإلمام بالقراءة والكتابة بين البالغين في البلدان التي تأثرت بالنزاع 69 ٪ في عام 2010 مقابل 85 ٪ في البلدان المسالمة. 20 دولة في إفريقيا جنوب الصحراء الكبرى قد تأثرت بالنزاع منذ عام 1999. تلك البلدان المتأثرة بالنزاع المسلح ، مثل الصومال وجمهورية الكونغو الديمقراطية، أبعد ما تكون عن تحقيق أهداف التعليم للجميع وتحتوي على أغلبية غير الملتحقين بالتعليم. سكان إفريقيا جنوب الصحراء الكبرى. في جمهورية الكونغو الديمقراطية ، في شمال كيفو، وهي منطقة تأثرت بشكل خاص بالصراعات ، على سبيل المثال ، كان احتمال حصول الشباب الذين تتراوح أعمارهم بين 17 و 22 عامًا على عامين دراسيين فقط ضعف المعدل الوطني.
أقل من نصف الأطفال في إفريقيا جنوب الصحراء الكبرى لا يستطيعون القراءة أو الكتابة: ربع الأطفال في سن المدرسة الابتدائية يصلون إلى السنة الرابعة دون الحصول على الأساسيات وما يزيد عن الثلث لا يصلون إلى السنة الرابعة. [A] وفقًا لتقرير الرصد العالمي للتعليم للجميع لعام 2010، «يغادر ملايين الأطفال المدرسة دون اكتساب مهارات أساسية. في بعض البلدان في إفريقيا جنوب الصحراء الكبرى ، كان لدى الشباب البالغين من العمر خمس سنوات من التعليم احتمال بنسبة 40 ٪ في أن يكونوا أميين». أنظمة تدريب المعلمين عمومًا غير قادرة على تلبية الاحتياجات الكمية والنوعية للتدريب. في تشاد ، على سبيل المثال ، 35.5٪ فقط من المعلمين مؤهلون للتدريس.

## التقنية التعليمية
تشير التكنولوجيا التعليمية في إفريقيا جنوب الصحراء الكبرى إلى تشجيع وتطوير واستخدام تكنولوجيات المعلومات والاتصالات (ICT)، والتعلم عبر الوسائط ، ووسائل الإعلام ، وغيرها من الأدوات التكنولوجية لتحسين جوانب التعليم في إفريقيا جنوب الصحراء الكبرى. منذ الستينيات من القرن الماضي ، أثارت العديد من تقنيات المعلومات والاتصالات اهتمامًا كبيرًا بإفريقيا جنوب الصحراء الكبرى كوسيلة لزيادة الوصول إلى التعليم وتعزيز جودته ونزاهته.
لقد أثبت تطوير تكنولوجيا الكمبيوتر الفردية نقطة تحول رئيسية في تنفيذ المشروعات التي تعتمد على استخدام التكنولوجيا ، ويدعو إلى اكتساب المعلمين مهارات الكمبيوتر أولاً ثم الطلاب. بين عامي 1990 و 2000، بدأت العديد من الإجراءات من أجل تحويل التقنيات إلى وسيلة لتحسين التعليم في إفريقيا جنوب الصحراء الكبرى. ركزت العديد من المبادرات على تجهيز المدارس بأجهزة الكمبيوتر. ساهم عدد من المنظمات غير الحكومية على نطاقات مختلفة في جلب أجهزة الكمبيوتر إلى إفريقيا مثل Computer Aid International و Digital Links و SchoolNet Africa و World Computer Exchange . في بعض الأحيان بدعم من وكالات التعاون أو وكالات التنمية مثل الوكالة الأمريكية للتنمية الدولية أو البنك الإفريقي أو وزارة الخارجية الفرنسية، نمت هذه المبادرات الفردية دون تنسيق كاف. وجدت الدول صعوبة في تحديد استراتيجياتها الوطنية فيما يتعلق بتكنولوجيا المعلومات والاتصالات في التعليم.
يهدف مشروع حاسوب محمول لكل طفل الذي تم إطلاقه في العديد من البلدان الإفريقية في عام 2005، إلى تزويد المدارس بأجهزة الكمبيوتر المحمولة بتكلفة منخفضة. بينما كان متوسط سعر الكمبيوتر الشخصي غير المكلف يتراوح بين 200 دولار أمريكي و 500 دولار أمريكي ، فقد عرضت OLPC جهاز الكمبيوتر XO-1 شديد الصغر الخاص به بسعر 100 دولار أمريكي. يمثل هذا التقدم التكنولوجي خطوة مهمة في إمكانية الوصول إلى تكنولوجيا المعلومات والاتصالات. أصبح OLPC نظامًا مؤسسيًا: تم «شراء» البرنامج من قبل الحكومات ، التي تولت بعد ذلك مسؤولية التوزيع على المدارس. كان المنطق الأساسي للمبادرة هو المركزية ، وبالتالي تمكين التوزيع الكبير للمعدات. يشارك الآن حوالي مليوني معلم وتلاميذ في البرنامج في جميع أنحاء العالم وتم تسليم أكثر من 2.4 مليون جهاز كمبيوتر. بعد إطلاقها من OLPC ، أطلقت مجموعة إنتل الحاسب الألي الشخصي في الفصل، وهو برنامج مماثل مخصص أيضًا للتلاميذ في البلدان النامية. على الرغم من أن وجوده في إفريقيا جنوب الصحراء أقل من مشروع OLPC ، فقد مكّن Classmate PC توصيل أجهزة الكمبيوتر المحمول إلى المدارس الابتدائية في سيشيل وكينيا، خاصة في المناطق الريفية. وفي كينيا أيضًا ، بدأ مشروع CFSK (كمبيوتر للمدرسة في كينيا) في عام 2002 بهدف توزيع أجهزة الكمبيوتر على حوالي 9000 مدرسة.
وسّع الآن الإخصاب المتداخل لنماذج وأدوات التدريس من إمكانات تكنولوجيا المعلومات والاتصالات في الإطار التعليمي. بعض التقنيات ، التي يُنظر إليها على أنها قديمة مقارنة بالتقنيات الأكثر ابتكارًا ، تظل مع ذلك جزءًا لا يتجزأ من الممارسات المحلية. تمر اليوم بإحياء جزئي ، وذلك بفضل مزيج من الوسائط المختلفة التي يمكن استخدامها في أي مشروع واحد. على الرغم من استخدامها المحدود في التدريس ، فإن الراديو هو وسيلة لا يزال الوصول إليها كبيرًا من حيث جمهوره. أرخص من جهاز كمبيوتر ، كما أنه يحتوي على نسبة التكلفة إلى التكلفة التي تجعلها جذابة للعديد من مخططي المشروع. تم إطلاق برنامج BBC Janala في عام 2008، والذي يقدم دورات اللغة الإنجليزية في مجموعة من الوسائط المختلفة ، بما في ذلك دروس بضع دقائق عبر الهاتف المحمول ، وتلقى أكثر من 85000 مكالمة يوميًا في الأسابيع التي تلت إطلاق الخدمة. في 15 شهرًا ، تم إجراء أكثر من 10 ملايين مكالمة (مدفوعة ، ولكن بسعر مخفض مقارنةً بالاتصال العادي)، من قبل أكثر من 3 ملايين مستخدم. يشهد التلفاز ، وهو سمة من سمات العديد من الأسر ، انتعاشًا في استخداماته التعليمية ، من خلال دمجه مع وسائط أخرى. كجزء من برنامج Bridge IT في تنزانيا ، يتم بث مقاطع الفيديو التعليمية القصيرة ، والمتوفرة أيضًا على الهواتف المحمولة ، على تلفزيون الفصل الدراسي بحيث يمكن لجميع التلاميذ المشاركة بشكل جماعي. تعمل شبكة المدارس الإلكترونية في جنوب إفريقيا أيضًا ، منذ مارس 2013، على تطوير مشروع تعليمي يهدف إلى استغلال الترددات التلفزيونية غير المستخدمة. هناك حاليا عشر مدارس تشارك في المشروع.
كما تستخدم أداة رقمية أخرى ذات استخدامات متعددة وهي السبورة التفاعلية في بعض المدارس في إفريقيا جنوب الصحراء الكبرى. في نهاية العقد الأول من القرن العشرين ، أتاحت شبكة التعليم للجميع (REPTA)، بالشراكة مع الصندوق العالمي للتضامن الرقمي (FSN) وفي فرنسا ، الوفد المشترك بين الوزارات للتعليم الرقمي في إفريقيا (DIENA) السبورات التفاعلية للمدارس في بوركينا فاسو والنيجر وبنين والسنغال ومالي ، إلى جانب محتوى مفتوح. كان لاستخدام IWB تأثير إيجابي على التحفيز ، للتلاميذ والمعلمين على حد سواء. ومع ذلك ، فإن تأثيرها من حيث التعلم قد خفت. يعمل هذا النظام على تهميش المشاركة المباشرة للتلاميذ لصالح المظاهرات متعددة الوسائط التي بدأها المعلم. عدم توفر السجلات وعدم اكتمالها في المدارس والمقاطعات يمنع توثيق الممارسات الفاسدة ومنعها. أجرت منظمة مراقبة التعليم الإفريقية دراسات استقصائية في جميع أنحاء القارة وحددت ممارسات الفساد الثلاثة الأكثر شيوعًا:
تركزت المبادرات الرئيسية القائمة على استخدام تكنولوجيا المعلومات والاتصالات والإنترنت في التعليم في الأصل على التعلم عن بعد على المستوى الجامعي. وهكذا ، فإن الجامعة الافتراضية الإفريقية (AVU)، التي أنشأها البنك الدولي في عام 1997، كانت قد صُممت أصلاً كبديل للتعليم التقليدي. عندما أصبحت وكالة حكومية دولية في عام 2003، كانت تدرب 40,000 شخص ، معظمهم على برامج قصيرة. حولت تركيزها إلى تدريب المعلمين وإدماج التكنولوجيا في التعليم العالي. لدى AVU عشرة مراكز للتعليم الإلكتروني. منذ عام 1999، أنشأت وكالة الجامعات الفرانكوفونية حوالي أربعين حرماً ناطقة بالفرنسية ، أكثر من نصفها في إفريقيا. في هذه البنى التحتية ، المكرسة للتكنولوجيا والالتحاق بالجامعات ، توفر الجامعة الأمريكية في أمريكا الوصول إلى أكثر من 80 درجة أولية ودرجة الماجستير من خلال التعلم عن بعد ، حوالي 30 منها تمنحها المؤسسات الإفريقية ويتم إنشاؤها بدعمها. في الآونة الأخيرة ، نشأت ظاهرة (الدورات الكبيرة المفتوحة على الإنترنت) ، أولاً في الولايات المتحدة ثم في أوروبا. عدم توفر السجلات وعدم اكتمالها في المدارس والمقاطعات يمنع توثيق الممارسات الفاسدة ومنعها. أجرت منظمة مراقبة التعليم الإفريقية دراسات استقصائية في جميع أنحاء القارة وحددت ممارسات الفساد الثلاثة الأكثر شيوعًا:

## توصيات للإصلاح
- تقوم الحكومة بمراجعة وتنظيم السجلات المالية للمدارس والمقاطعات.
- تدريب أكثر شمولا للمدرسين الرئيسيين والإداريين في الإدارة الاقتصادية
- تفتيش حكومي منتظم للمدارس.
- شجع أولياء الأمور على تقديم شكوى أو محاربة رسوم المدارس ومساعدة أولياء الأمور بشكل استباقي على معرفة حقوقهم.
- تمكين وتعبئة منظمات المراقبة المحلية مثل منظمات أولياء الأمور والمدرسين ولجان إدارة المدارس.
- تحسين تعويض المعلم.[29]
- الاستثمار الحكومي في تنمية الطفل والشباب من خلال السياسات والبرامج التعليمية والصحية المناسبة.
- زيادة الوصول إلى برامج تنمية الطفولة المبكرة.
- زيادة الوصول إلى المدارس.
- تحسين البنية التحتية للنقل في المناطق الريفية.
- تنويع أنظمة التعليم وتوسيع المهارات التي يتم تدريسها لجعل التعليم أكثر صلة بمتطلبات الاقتصاد.

هناك أيضًا دفعة في العديد من البلدان الإفريقية لإصلاح معايير التعليم الاستعماري للتأكيد على أهمية اللغات والثقافات الأصلية بدلاً من اللغات والثقافات الأوروبية. يرى منتقدو هذه الإصلاحات أن اللغات الأوروبية يجب أن تستمر في التركيز على التعليم لضمان قدرة الطلاب الأفارقة على المنافسة في اقتصاد عالمي تهيمن عليه أوروبا.

## توصيات لإصلاح التعليم العالي
- إصلاح المناهج الدراسية الموجهة نحو المهارات الريادية والوظائف في القطاع الخاص.
- زيادة التركيز على برامج الدبلوم والشهادات ذات الصلة محليًا ، بدلاً من زيادة إنتاج خريجي الجامعات.[73]
- اعتماد نظام من درجات يمكن التعرف عليها وقابلة للمقارنة بسهولة.
- اعتماد نظام يعتمد على دورات شهادات البكالوريوس والدراسات العليا.
- تشجيع تنقل الطلاب وأعضاء هيئة التدريس.
  - يجب أن تكون فرص التدريب والطلاب في متناول الطلاب.
  - يجب على جميع أعضاء هيئة التدريس مثل أعضاء هيئة التدريس والأساتذة والباحثين الوصول إلى الخدمات ذات الصلة بمجالات دراستهم.